# Wolfgang Kaniber
Wolfgang Kaniber né le 22 novembre 1939 à Wurtzbourg dans le district de Haute-Franconie en Bavière et mort le 9 avril 2021 à Büttelborn, est un footballeur allemand. Il joue au poste d'attaquant du milieu des années 1960 au milieu des années 1970.

## Biographie
Originaire de Wurtzbourg, il y commence le football au FC Würzburger Kickers qui évolue en « Amateurliga-Bayern », le plus haut niveau amateur en Bavière. Il est considéré comme un des meilleurs footballeurs issus de Haute-Franconie, en compagnie notamment des internationaux Ludwig Müller, Sigfried Held, Frank Baumann ou Lothar Emmerich.
Il est alors remarqué par un responsable du Fortuna Düsseldorf, où il s'engage, en tant qu'amateur en 1964. Il joue avec l'équipe réserve en Regionalliga Ouest, deuxième niveau national, mais n'intègre jamais l'équipe première. Après un an au club, il le quitte pour rejoindre le TuRa Büderich, un des clubs du quartier du même nom dans la ville de Meerbusch, non loin de Düsseldorf.
Dans ce club, il devient un buteur très prolifique et réalise de bonnes performances, puisque l'équipe qui joue en « Bezirksliga », monte en « Landesliga » (deuxième niveau de la fédération, quatrième niveau national) en 1967 puis en « Vernbandsliga » de la région du Rhin inférieur (D3) en 1968.
C'est ainsi qu'il signe son premier contrat professionnel avec le VfL Osnabrück, qui joue en Regionalliga Nord. Il y fait une remarquable saison en marquant 31 buts en 30 matchs (devenant le meilleur buteur de ce championnat), ce qui permet à l'équipe d'entrevoir une accession en Bundesliga, mais elle perd les barrages contre Rot-Weiss Essen,.
Kaniber accepte alors une offre lucrative du Racing Club de Strasbourg, qu'il rejoint en 1969. Il marque 20 buts en championnat pour sa première saison en Alsace et prend ainsi la quatrième place du classement du meilleur buteur de la saison 1969-1970. La saison suivante est plus compliquée pour Kaniber, qui marque 6 buts, mais également pour le RC Strasbourg qui est relégué en deuxième division en fin de saison 1970-1971,.
Kaniber revient en Allemagne et intègre le SC Opel 06 Rüsselsheim qui joue en Regionalliga Sud (D2). Le club étant lié à la firme Opel, celle-ci lui offre également une place dans son service financier. Le club redescend en 1972 en « Amateurliga » puis, au bord de la faillite, en « Verbandsliga » l'année suivante. L'attaquant rejoint au mercato hivernal le VfR Groß-Gerau, non loin de là, pour y finir sa carrière professionnelle en tant qu'entraîneur-joueur. Il n'arrive pas à maintenir l'équipe en Regionalliga Sud-Ouest, il reste entraîneur la saison suivante, maintenant l'équipe en « Amateurliga » de la Hessen. Il revient au club pour la deuxième partie de saison 1977-1978, réussissant à nouveau à la maintenir au plus haut niveau régional, mais échouant la saison suivante. Par la suite, il est entraîneur de diverses équipes de la région de Groß-Gerau telles que l'Eintracht Rüsselsheim, le SV Nauheim et le FC Königstein im Taunus.